# Läkevänderot
Läkevänderot eller vänderot (Valeriana officinalis) är en växt i familjen vänderotsväxter.

## Beskrivning
Den förekommer mest i strandsnår och på skuggrika ängar, men också längre upp på torrare, öppnare ängsmark och växlar då från en meters höjd till en halv meter och från mörkgrön bladfärg till ljusgrön. Bladen sitter motsatta och är parbladigt sammansatta. Bladparens antal är mycket växlande. Exemplaret på bilden är av den typ som förekommer på torra och öppna ståndorter. 
Blommorna är små men samlade i stor mängd i en effektfull blomställning. Genom upprepade förgreningar är detta knippe mycket sammansatt.

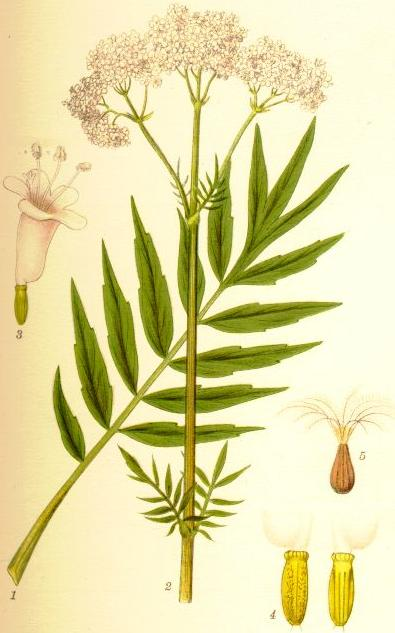

Särskilt på torra platser doftar de mer eller mindre starkt. Denna doft kommer sig från valeriansyran i blombladen och räknas till de s k paraffinoida dofterna. 
Valeriana-blomman har 5-talig krona men bara 3 ståndare. Denna bristande överensstämmelse har samband med kronans olikbladiga utveckling. Dels är de 5 flikarna olika stora, dels har kronröret en liten utbuktning på framsidan. (Denna avsöndrar och förvarar den för insekterna bestämda nektarn.) Eftersom dessutom pistillen är 3-talig, och eftersom endast ett av dess tre rum utbildar ett (enda) frö, blir blommans grundplan (det s k "diagrammet") osymmetriskt (höger och vänsterhalvorna är inte lika). Blomfodret är endast en liten kant överst på fruktämnet. Men vid fruktmognaden växer en krans av fjäderlika strålar ut därifrån, och frukten blir alltså en sväv- eller flygfrukt.

## Medicinsk användning
Valeriana-arterna är sedan gammalt kända som medicinalväxter.  I en svensk flora från början av 1800-talet angavs till och med Apteks-Valerian (sic) som växtens svenska huvudnamn. Jordstammen samlades med rötterna antingen tidigt på våren eller på senhösten och torkades snabbt i skugga, sedan den rengjorts utan att fuktas. Bästa drogen fick man från torr växtlokal. Som pulver, tinktur eller extrakt var den ett milt verksamt medel att stärka nervsystemet vid nervösa och hysteriska åkommor. Extrakt från Valeriana sp. används fortfarande, till exempel i naturläkemedlet Valerina, mot insomningssvårigheter.

## Bygdemål
| Namn      | Trakt         | Referens | Förklaring                                            |
| --------- | ------------- | -------- | ----------------------------------------------------- |
|           |               |          |                                                       |
| Katteleka | Svenskfinland | [ 2 ]    | Även kattmynta (Nepeta cataria) har kallats katteleka |